# Handel wewnątrzgałęziowy

## Definicja
Obecnie w międzynarodowej wymianie handlowej – szczególnie między krajami uprzemysłowionymi – coraz większe znaczenie odgrywa tzw. handel wewnątrzgałęziowy (ang. intra-industry trade lub two-way trade; niem. Intraindustrieller Handel). Powstanie i rosnące znaczenie tego strumienia handlu związane jest głównie z postępem technologicznym oraz przekształceniami strukturalnymi w sferze produkcji i konsumpcji.
Jak wskazuje definicja, handel wewnątrzgałęziowy ma miejsce wtedy, gdy kraj jednocześnie eksportuje i importuje produkty wytworzone w tej samej gałęzi, tzn. dobra będące bliskimi substytutami w produkcji lub konsumpcji (lub obu tych sferach łącznie).

## Przyczyny
Za główne przyczyny rozwoju handlu wewnątrzgałęziowego uważa się:
- postępujące procesy różnicowania się dóbr finalnych i dywersyfikacji popytu,
- podobieństwo gustów konsumentów,
- podobieństwo cen czynników produkcji,
- brak przeszkód w handlu międzynarodowym,
- geograficzne rozprzestrzenianie się produktów i procesów technologicznych,
- duże rozmiary rynku wewnętrznego.

## Korzyści z udziału w handlu wewnątrzgałęziowym
Do głównych korzyści z udziału w handlu wewnątrzgałęziowym zalicza się:
- wzrost dostępności dóbr dla konsumentów (większy asortyment produktów oferowanych na rynkach krajowych i międzynarodowych pozwala na zwiększenie możliwości wyboru i zaspokojenie zróżnicowanych oczekiwań),
- obniżka kosztów produkcji i cen (handel wewnątrzgałęziowy umożliwia wydłużenie serii produkcji, obniżenie cen towarów na rynkach krajowych i zagranicznych przez producentów wykorzystujących statyczne i dynamiczne korzyści skali),
- zwiększenie rozmiarów rynku (wzrost różnorodności produktów prowadzi do powstawania mikrorynków nowych modeli i powiększa rynki zbytu we wszystkich handlujących krajach, co zwiększa potencjał handlu międzynarodowego i ułatwia dostęp do rynków zagranicznych),
- zmniejszenie wpływu handlu międzynarodowego na podział dochodów pomiędzy podstawowe czynniki produkcji (korzyści z handlu wewnątrzgałęziowego mogą być uzyskiwane przez wszystkie czynniki produkcji, zarówno te mniej obfite, jak i te które w tradycyjnym modelu Heckschera-Ohlina tracą na handlu).

Handel wewnątrzgałęziowy prowadzi do połączenia korzyści skali z dywersyfikacją produktu, a korzyści skali – ze względu na specjalizację zrodzona ze zróżnicowania produktów – odnoszą się bardziej do długości partii produkcyjnych niż wielkości zakładu. W efekcie, pojawia się sytuacja nie dająca się opisać w ramach klasycznej teorii handlu, która łączyła korzyści skali ze standaryzacją dóbr i rozwojem produkcji masowej.

## Miary handlu wewnątrzgałęziowego
Pomiar udziału handlu wewnątrzgałęziowego w obrotach handlowych nie jest bezproblemowy. Wartość pomiaru zależy bowiem m.in. od przyjętego poziomu agregacji danych, sposobu przyporządkowania produktów poszczególnym kategoriom handlowym oraz od obecności nierównowagi handlowej, która może dodatkowo obciążyć pomiar.
Pomimo tego, iż literatura przedmiotu prezentuje wiele różnych miar udziału handlu wewnątrzgałęziowego, największa popularnością cieszy się indeks Grubela-Lloyda (G-L). Badacze ci definiują wielkość handlu wewnątrzgałęziowego z krajem {\displaystyle j}-tym dla {\displaystyle i}-tej gałęzi jako wartość eksportu, która pokrywa się z importem w jej obrębie:
{\displaystyle VIITij=(X_{ij}+M_{ij})-|X_{ij}-M_{ij}|}
gdzie {\displaystyle X_{ij}} oraz {\displaystyle M_{ij}} to odpowiednio wartości eksportu i importu dla {\displaystyle i}-tej gałęzi w handlu z krajem {\displaystyle j}-tym. Stąd, wielkość handlu wewnątrzgałęziowego jest równa całkowitej wielkości handlu w obrębie gałęzi {\displaystyle (X_{ij}+M_{ij})} pomniejszonej o eksport bądź import netto {\displaystyle |X_{ij}-M_{ij}|.} Jest to wielkość wyrażona w kategoriach absolutnych.
Natomiast do pomiaru intensywności zjawiska wykorzystywany jest indeks {\displaystyle IIT_{ij}} wyrażający stosunek wielkości wymiany wewnątrzgałęziowej (z powyższego wzoru) do całości handlu mającego miejsce w obrębie {\displaystyle i}-tej gałęzi z krajem {\displaystyle j}-tym:
{\displaystyle IIT_{ij}={\frac {(X_{ij}+M_{ij})-|X_{ij}-M_{ij}|}{(X_{ij}+M_{ij})}}=1-{\frac {|X_{ij}-M_{ij}|}{(X_{ij}+M_{ij})}}}
Powyższy indeks {\displaystyle IIT_{ij}} jest miarą względną przyjmująca wartości z przedziału [0,1]. Jeżeli {\displaystyle IIT_{ij}=1,} to przyjmuje się, że cały handel ma charakter wewnątrzgałęziowy, tzn. {\displaystyle X_{ij}=M_{ij}.} Gdy natomiast {\displaystyle IIT_{ij}=0,} to eksport i import nie nakładają się wzajemnie w obrębie {\displaystyle i}-tej gałęzi, co oznacza, że handel wewnątrzgałęziowy w ogóle nie występuje, tzn. albo {\displaystyle X_{ij}=0,} albo {\displaystyle M_{ij}=0.}